# Hellen Montoya
Hellen Andrea Montoya Rios (Valle del Cauca, 26 de março de 1994) é uma patinadora de velocidade colombiana. Venceu o ouro em duas categorias nos Jogos Pan-Americanos de 2015, patinação de velocidade no 200 m contra o relógio feminino e na patinação de velocidade nos Jogos no 500 m feminino.

## Biografia
Hellen Montoya nasceu no Valle del Cauca no ano de 1994. Como apurou uma reportagem do jornal El País, a colombiana, é filha de Esmeralda com o futebolista do América de Cali, Carlos Montoya. Carlos morreu quando Hellen tinha apenas quatro anos de idade, após suicidar-se. Segundo Esmeralda, a família ficou desestruturada pela perda humana e também pelo lado financeiro que Carlos representava. Após a morte do marido, Esmeralda viu-se viúva aos vinte e seis anos vindo a vender o caminhão herdado de Carlos e começou a trabalhar com a venda de marmitas para conseguir sustentar a família.
Hellen era afiliada de Jersson González, que atuou como futebolista em clubes como o River Plate e o América de Cali e posteriormente deu início a uma carreira de treinador após a aposentadoria dos gramados.[carece de fontes?] Foi González que deu o primeiro par de patins para Hellen, em seu aniversário de oito anos. Pegou o gosto pela patinação e passou a participar de torneios locais. Além do patins, pegou gosto pelo skate.
Em 2013, participou do Campeonato Mundial Júnior de Patinação de Velocidade, realizado em Renon na Itália ganhando a medalha de ouro em duas categorias de patinação de velocidade em 500 e 1000 metros. Na edição de 2015, retornou a competição que foi realizada em Varsóvia, capital da Polônia e ganhou a medalha de ouro em patinação de velocidade nas categorias de 200 e 500 metros.
Ainda no ano de 2015, integrou o selecionado colombiano para os Jogos Pan-Americanos de 2015, realizados em Toronto no Canadá. Montoya foi ouro na patinação de velocidade nos na categoria de 200 m contra o relógio, superando a equatoriana Ingrid Factos e a chilena María José Moya. Montoya ainda garantiu o ouro para a Colômbia em outra categoria, em patinação de velocidade 500 m contra o relógio, superando a estadunidense Erin Jackson e novamente a equatoriana Ingrid Factos.  Ao retornar para a Colômbia após os jogos, participou da XX Juegos Deportivos Nacionales 2015, ganhando o ouro em patinação de velocidade em 500 m na categoria de 1000 m.
Após a passagem vitoriosa por diversos campeonatos, em 2016, Montoya foi pega no exame de doping, após testar positivo para a substância da octopamina, susbtância que acelera a queima de gordura. Monotya negou as acusações do uso da substância, porém foi penalizada pela Federação Internacional de Desportos sobre Patins (FIRS) em dois anos sem poder participar de competições.
Em seu retorno ao esporte, no ano de 2019, participou do XXI Juegos Deportivos Nacionales da Colombia, garantindo o bronze na prova de 1000 metros na prova de patinação de velocidade na categoria feminina.